# Marimatha dinumeratalis
Marimatha dinumeratalis är en fjärilsart som beskrevs av Walker 1865. Marimatha dinumeratalis ingår i släktet Marimatha och familjen nattflyn. Inga underarter finns listade i Catalogue of Life.